# Svetoslav Suronja
Svetoslav Suronja bio je hrvatski kralj iz vladarske dinastije Trpimirovića koji je vladao od oko 997. do 1000. godine. Začetnik je poddinastije Svetoslavića.
Vjeruje se kako je nadimak „Suronja“ (mračan, hladan) zaslužio zbog svog fizičkog izgleda, no vjerojatnije je to bilo zbog hladne naravi. Neki autori navode da je taj nadimak zapravo imao njegov brat i nasljednik, Krešimir III.

## Životopis
Pretpostavlja se da je kralj Stjepan Držislav još za života postavio Svetoslava za vojvodu i proglasio ga prijestolonasljednikom, s tim da je, prema starom slavenskom običaju, vlast trebao dijeliti s braćom koji bi vladali svatko u svome dijelu države. Nakon kraljeve smrti (997.) Svetoslav se nije pokorio očevoj želji te je prisvojio vlast u cijeloj Hrvatskoj. Svetoslav je vjerojatno za bana postavio Gvarda koji se spominje u ispravi za Diklo među banovima postavljenima u razdoblju između vladavine Stjepana Držislava i Stjepana I.
Smjenu vlasti je iskoristio mletački dužd Petar II. Orseolo kako bi prekinuo plaćati danak koji su Mlečani od kraja 9. stoljeća plaćali Hrvatima za prolaz prema Carigradu. Naime, od 992. Venecija je uživala povlaštenu trgovinu s Konstantinopolom, što je dovelo do bogaćenja Venecije i jačanje duždeve vlasti. Venecija je svoju poziciju dodatno ojačala svezom s njemačkim carem. Prema Ivanu Đakonu, na tu odluku je reagirao neimenovani Croatorum iudex te izbija rat između Venecije i Hrvatske. Odmah na početku sukoba šest ratnih brodova pod vodstvom Badovarija Bragadina je 996. napalo Vis. Većina stanovnika otoka odvedena je u zarobljeništvo.
Nije dugo mirno vladao jer su se ubrzo Svetoslavova braća Krešimir III. i Gojslav I. ujedinili kako bi ga svrgnuli uz pomoć Bugara. Bugari su rado pomogli svrgavanje kralja koji je bio saveznik njihova neprijatelja, Bizanta te je bugarski car Samuilo, započevši treći hrvatsko-bugarski rat, izvršio invaziju 998. tijekom koje je opustošio dalmatinsko zaleđe i veći dio Bosne. Nakon vojnih operacija, Samuilo je ta područja dao na upravljanje braći Krešimiru III. i Gojslavu, na što su se oni zavjetovali na savezništvo s Bugarskom. Međutim, Ljetopis popa Dukljanina na kojem se ove interpretacije temelje navodi tek da je Samuilo napao Dalmaciju i došao u zemlju kralja Vladimira. Ljetopisac nadalje navodi da je Samuilo nakon neuspješne opsade Ulcinja opustošio cijelu Dalmaciju. Pritom je spalio Kotor i Dubrovnik. Zatim je nastavio s pustošenjem sve do Zadra nakon čega se vratio „kroz Bosnu i Rašku u svoj kraj”.
Petar II. Orseolo iskoristio je borbe za hrvatsko prijestolje i 1000. godine je redom zauzeo gradove Split, Trogir i Biograd te otoke Krk, Cres, Rab, Korčulu i Lastovo. Zadar je još 998. prihvatio mletačku vlast i zaštitu nakon što su Neretvani zarobili 40 Zadrana. To potvrđuje oporuka Agape, kćeri zadarskog tribuna Drage, od 15. srpnja 999. u kojoj se navodio da je sastavljena za vrijeme careva Konstantina VIII. i Bazilija II., biskupa Bazilija i priora Madija. Kad je dužd s vojskom pristao u Zadar 1000. godine, posjetili su ga predstavnici hrvatskog kralja i ponudili primirje, što je odbijeno.
Neki smatraju da je Svetoslav, kako bi ojačao svoj savez s Petrom II. Orseolom, predao svoga sina Stjepana koji se odgajao na njegovom dvoru. Kasnije se Stjepan oženio duždevom kćerkom Hicelom Orseolo. Po tome bi Stjepan bio rodonačelnik poddinastije Svetoslavića iz koje potječe kralj Dmitar Zvonimir.
Prema drugima, riječ je o sinu Krešimira III., Stjepanu I., koji se oženio Hicelom i kojemu se rodio Petar Krešimir IV.

## Povijesna svjedočanstva
Pretpostavlja se da je najstariji spomen Svetoslavovog imena zabilježen na dva pluteja ograde prilaznog stubišta ambona predromaničke crkve sv. Bartola u Kapitulu kod Knina. Na plutejima je natpis „...CLV DVX HROATOR(um) IN TE(m)PS DIRZISCLV DVCE(m) MAGNV(m)”, tj. „...slav knez Hrvata u vrijeme velikog kneza Držislava”. Nepotpuno ime sa završetkom „slav” uglavnom se razrješava kao „Svetoslav”. Stjepan Gunjača smatra kako se radi o nekom tko je blizak Držislavu, a dolazi iz pobočne vladarske loze. Svetoslav se navodi među kraljevima nabrojanima u ispravi Petra Krešimira IV. iz 1066. ili 1067. godine kojom potvrđuje samostanu sv. Krševana u Zadru posjed u Diklu. U ispravi se navodi:
„To je ostalo očuvano njihovim vlasnicima za njegovo vrijeme, i sina njegova Držislava, i njihovih moćnih banova Pribine i Godemira, i za vrijeme Svetoslava i braće njegove Krešimira i Gojislava...”

## Poveznice
- Stjepan Svetoslavić